# Prasinocyma venata
Prasinocyma venata là một loài bướm đêm trong họ Geometridae.